# NGC 184
NGC 184 (ook wel PGC 2309 of ZWG 500.59) is een lensvormig sterrenstelsel in het sterrenbeeld Andromeda. NGC 184 staat op ongeveer 250 miljoen lichtjaar van de Aarde.
NGC 184 werd op 6 oktober 1883 ontdekt door de Franse astronoom Édouard Jean-Marie Stephan.

## Epsilon Andromedae (30 Andromedae)
Vanaf de Aarde gezien staat het stelsel NGC 184 schijnbaar net ten noorden van de ster Epsilon Andromedae (30 Andromedae). Op sommige telescopisch verkregen foto's waar NGC 184 op te zien is, kan tevens het schijnsel van Epsilon Andromedae opgemerkt worden.